# Komsacultuur
De Komsacultuur (ca. 9000/6000 - ca. 2000 v.Chr.) was een mesolithische cultuur van jager-verzamelaars in het uiterste noorden van Scandinavië. De cultuur is genoemd naar de berg Komsa dicht bij Alta in de provincie Finnmark, waar in 1925 de eerste vondsten zijn gedaan.
Men nam vanwege overeenkomsten met culturen uit dezelfde tijd in Finland en Rusland aan dat de Komsamensen vanuit het zuidoosten, uit Finland of Karelië, zijn gekomen toen de ijskap zich terugtrok. Ze leefden van wat de zee bood. De jacht op zeehonden is karakteristiek voor deze cultuur: het einde van de cultuur valt samen met het verdwijnen van de zeehond in dat gebied. De relatie van de Komsacultuur met de rotskunst van Alta is onduidelijk: het is mogelijk dat de makers van de tekeningen afstammelingen waren van de Komsacultuur. Of de Saami nazaten zijn van de dragers van deze cultuur is nog geheel speculatief.
In 2002 werd in het noorden van Finland een vindplaats ontdekt van de preboreale fase van de Komsacultuur. Opmerkelijk was dat de daar gevonden stenen artefacten, ruwe stenen die nog bewerkt moesten worden, vanaf de kust moeten zijn aangevoerd, omdat het gebruikte gesteente ter plaatse niet voorkomt. Ook zijn er overeenkomsten met de Ahrensburgcultuur, reden waarom sommige archeologen nu aannemen dat de Komsamensen uit het zuidwesten kwamen.
De stenen werktuigen van de Komsamensen waren ruwer afgewerkt dan die van de zuidelijker Fosna-Hensbackacultuur, wat wel wordt toegeschreven aan het vrijwel geheel ontbreken van vuursteen in Finnmark.